# ۳۰ اردیبهشت
۳۰ اردیبهشت شصت و یکمین روز سال در گاه‌شماری خورشیدی است. به پایان سال ۳۰۴ روز (۳۰۵ روز در سال کبیسه) باقی‌است.

## رویدادها
- ۱۳۰۲ - انتشار نخستین دوره هفته‌نامه توفیق
- ۱۴۰۳ - سانحه سقوط بالگرد در ورزقان

## زادروزها
- ۱۳۰۴ - راضیه غلامی شعبانی، زندانی سیاسی
- ۱۳۱۹ - احمدرضا احمدی، شاعر و نویسنده
- ۱۳۲۰ - لایق شیرعلی، شاعر
- ۱۳۳۸ - ایرج طهماسب، کارگردان و بازیگر
- ۱۳۴۹ - هنگامه قاضیانی، بازیگر
- ۱۳۶۱ - سهیل مستجابیان، بازیگر
- ۱۳۷۱ - عبدالله ناصری، بازیکن فوتبال

## درگذشت‌ها
- ۱۳۹۲ - پروانه وثوق، از اعضای فرهنگستان علوم پزشکی
- ۱۳۹۹ - آسیه پناهی، از شهروندان ایران
- ۱۴۰۰ - اختر درخشنده، نمایندهٔ حوزه انتخابیه کرمانشاه در دوره چهارم مجلس شورای اسلامی
- ۱۴۰۲ - شهروز سخنوری، از شهروندان ایران
- ۱۴۰۳ - محسن دریانوش، خلبان
- ۱۴۰۳ - سید طاهر مصطفوی، خلبان
- ۱۴۰۳ - بهروز قدیمی، مهندس پرواز
- ۱۴۰۳ - مالک رحمتی، شانزدهمین استاندار آذربایجان شرقی
- ۱۴۰۳ - سید محمدعلی آل هاشم، ششمین نماینده ولی فقیه در استان آذربایجان شرقی
- ۱۴۰۳ - حسین امیرعبداللهیان، شصت و ششمین وزیر امور خارجه ایران
- ۱۴۰۳ - سید ابراهیم رئیسی، هشتمین رئیس‌جمهور ایران